# Kayunga (district)
Kayunga is een district in Centraal-Oeganda.
Kayunga telt 297.081 inwoners.